# Eugène Belgrand
Eugène Belgrand (23 de abril de 1810; 8 de abril de 1878) fue un ingeniero francés que hizo contribuciones significativas a la modernización del sistema de saneamiento de París durante la reconstrucción de la ciudad en el siglo XIX. Muchas de las obras realizadas por Belgrand todavía continúan en servicio.

## Ingeniería civil
Con anterioridad a 1850, el sistema de suministro de agua en París era inadecuado para su creciente población. Las aguas residuales se vertían directamente al Sena, fuente primaria del críticamente limitado suministro de agua potable a la ciudad.  El Barón Haussmann, encargado por Napoléon III de modernizar la ciudad, nombró a Belgrand Director del Agua y los Saneamientos de París en marzo de 1855. Hausmann había quedado impresionado por la aplicación de la geología a la ingeniería del agua que hicieron los licenciados de la École Polytechnique durante el diseño de una fuente de agua potable en Avallon.
Belgrand se embarcó en un proyecto ambicioso. Las nuevas galerías que diseñó estaban pensadas para estar limpias, ser fácilmente accesibles, y eran sustancialmente más grandes que el sistema de alcantarillado parisiense anterior. Bajo su dirección, el sistema de alcantarillado de París se cuadruplicó entre 1852 y 1869. También solucionó el problema del suministro de agua fresca de la ciudad, construyendo un sistema de acueductos que casi duplicó la cantidad de agua potable disponible por persona y día,  y multiplicó por cuatro el número de casas con agua corriente.
La reacción pública a estas mejoras era abrumadoramente favorable, apoyado por las visitas organizadas al nuevo sistema de saneamiento y por una serie de imágenes tomadas por Nadar, iniciando el uso de la iluminación artificial en fotografía. Belgrand quiso compartir sus ideas, editando una serie de "monumentales publicaciones" en las que describe sus trabajos y la ciencia que había detrás de ellos.
Los proyectos de Belgrand han quedado como "uno de los sistemas urbanos de saneamiento más extensos en el mundo" y han servido como ejemplo de la "fase de transición" que lleva hasta los modernos sistemas de depuración de aguas residuales.

## Principales publicaciones
- «Recherches sur les fuentes statistique du bassin de la Seine, etc.» (1854)
- «Carte géologique hydrologique et du Bassin de la Seine» (1854)
- «Documents relatifs aux eaux de París» (1858)
- «Les Eaux et les Aqueducs Romains» (1875)

## Reconocimientos

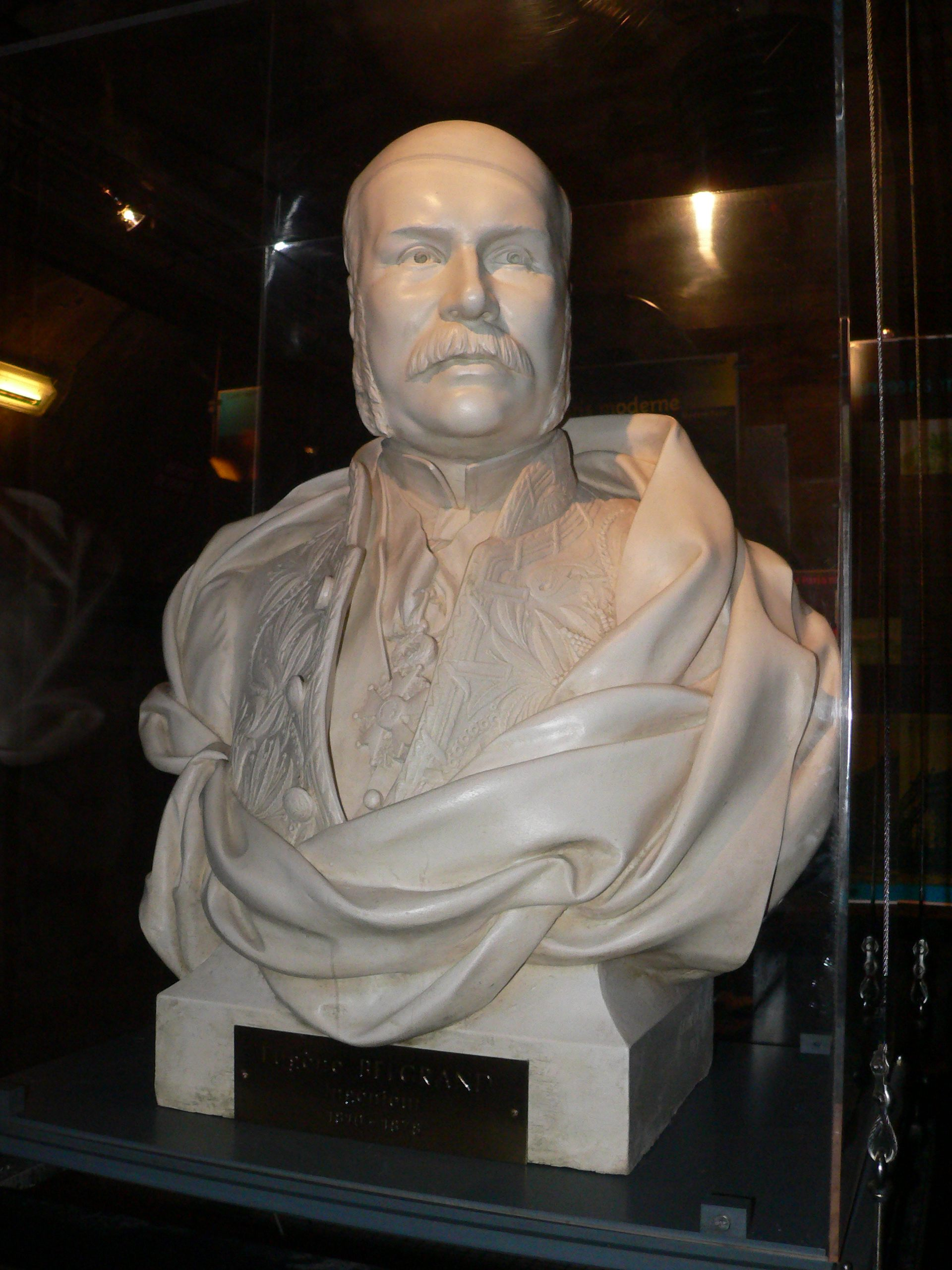
Busto de Belgrand en el Museo del Saneamiento de París

- Por los servicios prestados a Francia, Belgrand fue nombrado Comendador y recibió la Gran Cruz de la Legión de Honor.
- En 1871 fue elegido miembro de la Academia Francesa de Ciencias.
- Para conmemorar su trabajo en la ingeniería civil de París, es uno de los 72 científicos e ingenieros cuyo nombre figura inscrito en la Torre Eiffel, en el lado opuesto a la École Militaire.[12]
- La galería principal del Museo del Saneamiento de París[13] se ha nombrado en su honor.
- Una calle de París también lleva su nombre.[14]